# Helga Díaz
Helga Díaz Plata (Bucaramanga, 5 de marzo de 1975) es una actriz colombiana. La mayoría de las telenovelas o series en que ha actuado son de Caracol Televisión. Es reconocida por participar en las telenovelas El secretario y Pura sangre.

## Vida privada
Trabajó durante muchos años como modelo de protocolo y fotografía, estudió psicología en la Universidad Santo Tomás, además es presentadora. Tiene tres hijos, Antonia, Salomón y Emiliano.

## Filmografía

### Televisión
- Perfil falso (2025) — Mama de Camila[3]
- Guía sexual (2020) — Vecina
- El hijo del Cacique[4] (2019-2020) — Fanny de Ariza
- El final del paraíso (2019) — Angelina Roberts
- La ley del corazón (2016-2017) — Angélica de Barreto
- Manual para ninjas (2016) — Denise
- Mujeres asesinas (2016) - Mara, la alucinada
- Niche (2014-2015) — Luz Mariela
- La Madame (2013) — Mariana Cifuentes
- La selección (2013) — Gloria
- El secretario (2011) — Lorena Redín
- Clase ejecutiva (2011) — Fabiola Suárez
- A corazón abierto (2010-2011) — Dra. Silvia Ramírez
- Salvador de mujeres (2010) — Beatriz
- Muñoz vale por 2 (2008-2009) — Carolina
- Pura sangre (2007-2008) — Irene Lagos
- ¿Quién amará a María? (2007) — Amiga de Marcia (Adicta al sexo)
- Mujeres asesinas (2007) — Ep: Mariela, la envenenadora
- Te voy a enseñar a querer (2005-2006) — Nachely Carmona
- Pasión de gavilanes (2003-2004) — Betina
- Expedientes RCN (2002) Varios personajes
- Padres e hijos (2002) — Ángela Sánchez[2]

## Cine
- Revenge strategy (2016) — Soledad
- Uno al año no hace daño 2 (2015)
- Uno al año no hace daño (2014)